# Björkume (naturreservat)
Björkume är ett naturreservat i Lummelunda socken i Region Gotland på Gotland.
Området är naturskyddat sedan 1995 och är 237 hektar stort. Reservatet består av skog av främst tall samt våtmarker dels  blekevätar, som normalt torkar ut på sommaren, dels av källkärr. 

## Bilder

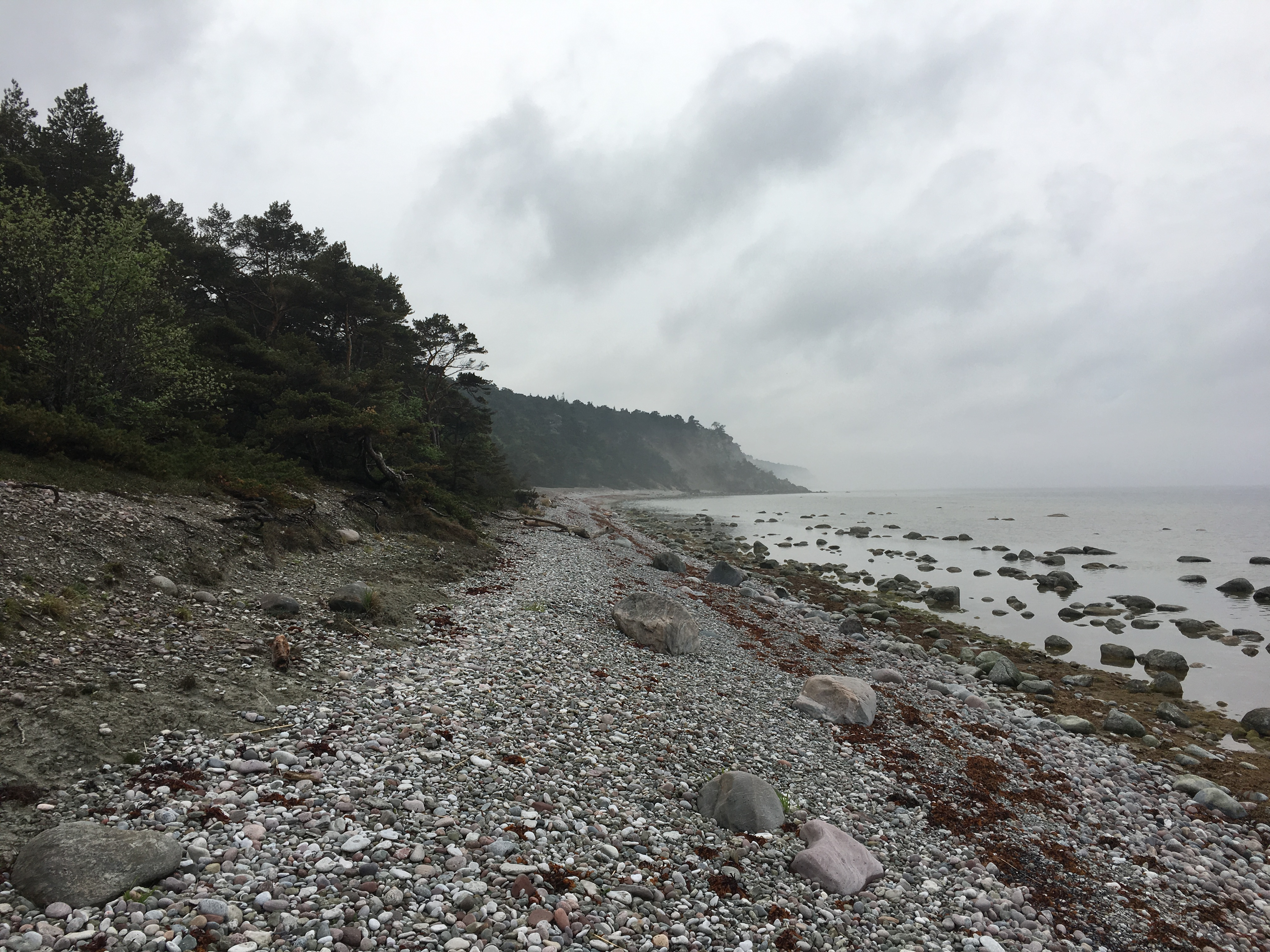